# Desert Palms
Nicht zu verwechseln mit Palm Desert
Desert Palms ist ein Census-designated place im Riverside County im US-Bundesstaat Kalifornien. Das U.S. Census Bureau hat bei der Volkszählung 2020 eine Einwohnerzahl von 6.686 ermittelt. Desert Palms liegt im Coachella Valley an der Interstate 10.

## Geografie
Desert Palms befindet sich im zentralen Teil des Riverside Countys im US-Bundesstaat Kalifornien. In der näheren Umgebung liegen die Städte Indio, Palm Desert und Indian Wells sowie der Census-designated place Bermuda Dunes.
Der Ort hat 6957 Einwohner (Stand der Volkszählung 2010). Desert Palms erstreckt sich auf eine Fläche von 6,9 km², die mit 6,916 km² nahezu komplett aus Landfläche besteht; die Bevölkerungsdichte beträgt somit 1006 Einwohner pro Quadratkilometer. Das Ortszentrum liegt sich auf einer Höhe von 34 Metern.

## Politik
Desert Palms ist Teil des 28. Distrikts im Senat von Kalifornien, der momentan vom Demokraten Ted W. Lieu vertreten wird. In der California State Assembly ist der Ort dem 56. Distrikt zugeordnet und wird somit vom Demokraten V. Manuel Pérez vertreten. Auf Bundesebene gehört Desert Palms Kaliforniens 36. Kongresswahlbezirk an, der einen Cook Partisan Voting Index von R+1 hat und vom Demokraten Raul Ruiz vertreten wird.